# Tașca
Tașca es una comuna ubicada en el distrito de Neamț, Rumania.

## Superficie
Posee una superficie de 95,63 kilómetros cuadrados.

## Demografía
Hasta 2021 la población era de 2268 habitantes, con una densidad de población de 23,72 habitantes por kilómetro cuadrado.